# KRI Teluk Amboina (503)
KRI Teluk Amboina (503) je tanková výsadková a logistická podpůrná loď indonéského námořnictva.

## Stavba

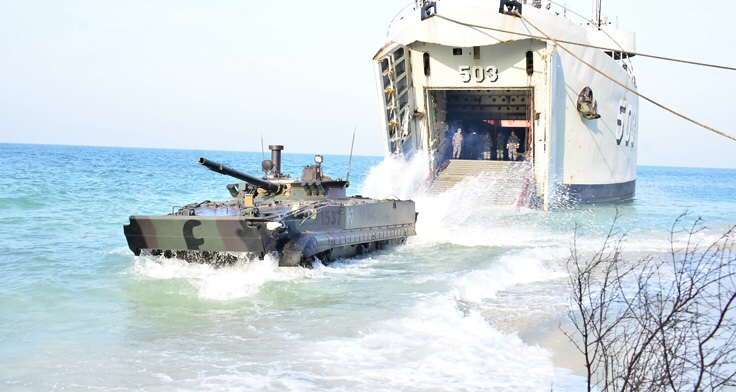
Obrněné vozidlo BMP-3 opouští palubu Teluk Amboina (503) v roce 2019

Plavidlo postavila japonská loděnice Sasebo Heavy Industries v Sasebo v rámci splátek japonských druhoválečných reparací. Trup byl na vodu spuštěn 17. března 1961. Ve srpnu 2 stejného roce byla loď přijata do služby.

## Konstrukce

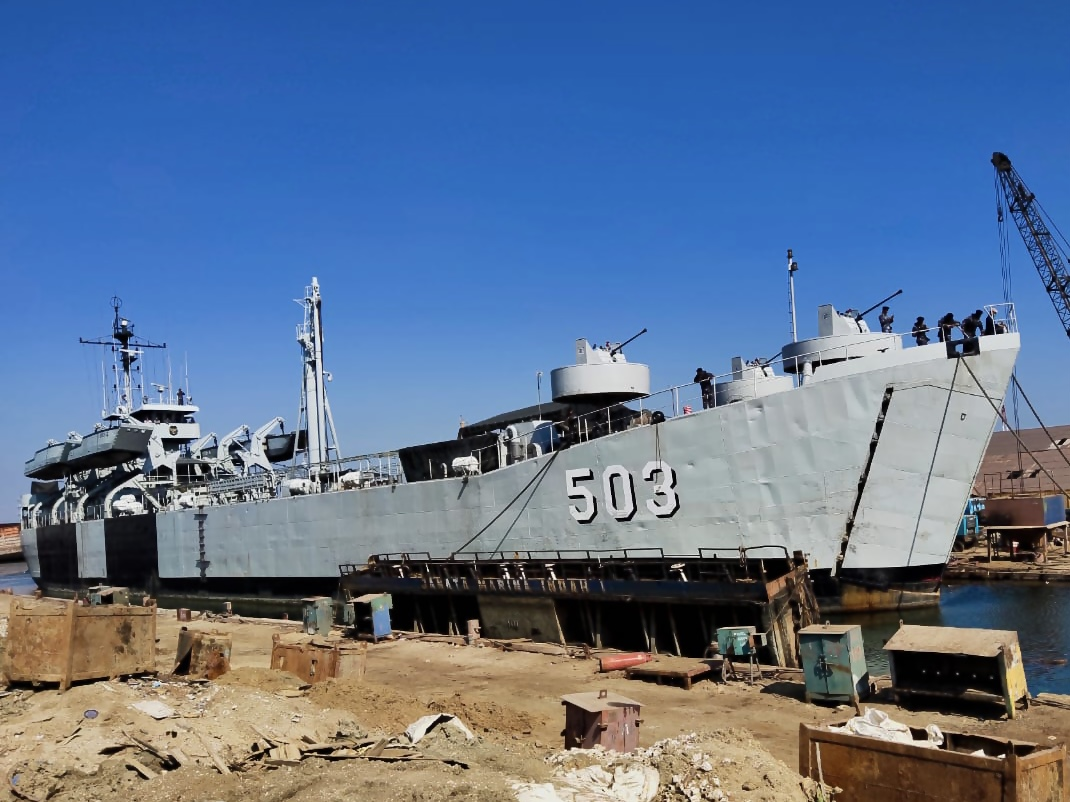
Teluk Amboina (503) v roce 2020

Posádku tvoří 88 mužů. Plavidlo pojme 212 vojáků a až 2100 tun nákladu. Je vyzbrojeno šesti 37mm kanóny 70K. Pohonný systém tvoří dva diesely MAN V6V 22/30, každý o výkonu 1710 hp, pohánějící dva lodní šrouby. Nejvyšší rychlost dosahuje 13,1 uzlů.